# 西布歇爾
西布歇爾（英語：West Buechel） 是一个美國城市，位於肯塔基州杰斐逊郡。根據2010年的人口普查, 當地人口為1 230人。

## 地理
西布歇爾是位于中央杰斐逊郡至38°11′43″N 85°39′48″W / 38.195399°N 85.663302°W。
根据 美国人口普查局西布歇爾的总面积为1.6平方（0.62平方英里），其中0.02平方（0.01平方英里），或1.30%為水域。